# Udo Vetter (Jurist)

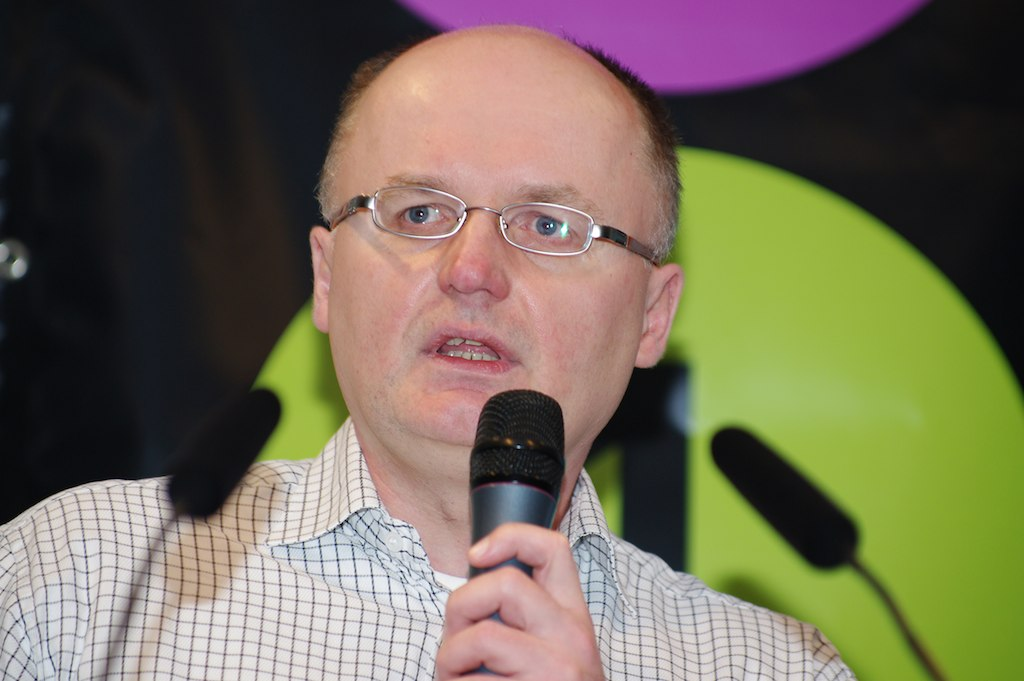
Udo Vetter (2010)

Udo Stephan Vetter (* 24. Dezember 1964 in Buchbach) ist ein deutscher Rechtsanwalt und Fachanwalt für Strafrecht, vorwiegend tätig als Strafverteidiger, sowie Lehrbeauftragter für Medienrecht (IT-Recht) an der Hochschule Düsseldorf. Er wurde durch sein Blog law blog sowie durch Interviews und öffentliche Auftritte  als Rechtsexperte und als Bürgerrechtsaktivist gegen digitale Überwachung bekannt. Beachtung fanden insbesondere seine Vorträge bei Veranstaltungen des Chaos Computer Clubs.

## Werdegang
Udo Vetter absolvierte ein Jurastudium an der Ruhr-Universität Bochum, das er im November 1992 mit dem Ersten Staatsexamen abschloss. Während seiner Studienzeit war er auch journalistisch tätig und verfasste unter anderem Beiträge für die Rheinische Post, die Neue Ruhr Zeitung und die deutsche Ärzte-Zeitung. Seit 1995 ist er als Strafverteidiger tätig. Er ist Dozent für juristische Fragen an der Volkshochschule Velbert/Heiligenhaus. Seit 2009 ist er Lehrbeauftragter für IT-Recht an der Hochschule Düsseldorf im Fachbereich Medien.
Vetter war von April 2012 bis März 2014 Mitglied der Piratenpartei. Bei der Aufstellungsversammlung am 26./27. Januar 2013 in Meinerzhagen wurde er auf den zweiten Listenplatz der nordrhein-westfälischen Landesliste für die Bundestagswahl 2013 gewählt.
Udo Vetter war in einigen prominenten Verfahren mandatiert. So war er auch in der Visa-Affäre, bei der Bundesaußenminister Joschka Fischer im Fokus der Kritik stand und die umfassend medial begleitet wurde, rechtsanwaltlich tätig. Im sogenannten „zweiten Kölner Schleuser-Prozess“ vor dem Landgericht Köln erreichte Vetter dabei für seinen aus der Ukraine stammenden Mandanten Anatoli B. eine Einstellung des Verfahrens. Anatoli B. soll in großem Stil hunderte Reiseschutzpässe über Scheinfirmen sowie an Reisebüros verkauft haben.
Mandatiert war Vetter auch im sogenannten „Schalla-Prozess“ vor dem Landgericht Dortmund gegen den mutmaßlichen Mörder der Dortmunder Schülerin Nicole Schalla († 1993). Obwohl der mutmaßliche Täter vom Landgericht 2021 wegen Mordes verurteilt wurde, erreichte Vetter, dass sein Mandant wegen Beweisführungsmängeln und Verfahrensmängeln während der Revisionsverhandlung auf freiem Fuß blieb (Entscheidung des Oberlandesgerichts Hamm). Das Landgericht Dortmund stellte trotz Verurteilung keinen Haftbefehl aus. Der Fall wurde dem Bundesgerichtshof zur Revision vorgelegt, das Urteil wurde im Dezember 2021 rechtskräftig.
Ohne Erfolg vertrat Vetter die rechtsradikale Vereinigung Besseres Hannover, als diese gegen eine Verbotsverfügung klagte, die wegen Volksverhetzung und Verbreitung nationalsozialistischer Propaganda ergangen war.

## Bloglaw blog
Das von Udo Vetter betriebene „law blog“ zählt zu den größten und meistgelesenen Anwalts-Blogs in Deutschland. Darin berichtet er regelmäßig im Format des Storytelling aus seinem Alltag als Strafverteidiger und von anderen Fällen aus der Rechtspraxis. Die Texte setzen sich kritisch mit der Arbeit der Staatsanwaltschaften, der Gerichte und insbesondere der Polizei auseinander. Das Blog existiert seit dem 26. März 2003.
Das „law blog“ hat den Grimme Online Award 2011 in der Kategorie „Information“ gewonnen. Das Grimme-Institut formuliert dazu unter anderem: „Seit Jahren bietet er uns einen qualitativ hochwertigen Blick hinter die Kulissen des juristischen Betriebes. […] Als Strafverteidiger behandelt Vetter auch Verstöße im Bereich des Internetrechts. Kritisch, glaubwürdig und mit großer Genauigkeit hinterfragt er die Diskussionen um Netzsperren und Vorratsdatenspeicherung. Auch das hat das „law blog“ zu einer wichtigen Institution im Netz werden lassen.“
Das Zeichen „law blog“ wurde beim Deutschen Patent- und Markenamt als Wortmarke eingetragen, jedoch nach der Beschwerde einer Anwaltskanzlei wieder gelöscht. Gegen diese Entscheidung legte Vetter zunächst Beschwerde ein, verzichtete aber im Beschwerdeverfahren schließlich auf alle Rechte an der Wortmarke; deren Löschung ist damit rechtskräftig.
Als Ableger des „law blog“ betrieb Vetter auch die Seite Knastblog, in der es um den Alltag im Strafvollzug ging. Dieses Blog ist mittlerweile nicht mehr verfügbar. Weiterhin bloggt er seit dem Spätsommer 2012 für den Düsseldorfer Versicherungskonzern Arag, zunächst im Gegenzug zu Werbebeiträgen des Unternehmens in seinem „law blog“, nach Kritik in den sozialen Medien nur noch auf der Website der Versicherung.

## Positionen
Udo Vetter gilt als justizkritisch. In seinem Blog und in seinen Vorträgen setzt sich Vetter für den Erhalt der Grundrechte und für eine Stärkung der Rechte von Angeklagten ein.
So vertritt er die Auffassung, dass eine rechtswidrige Maßnahme in der Strafverfolgung ein Beweisverwertungsverbot nach sich ziehen sollte. Darüber hinaus fordert er Konsequenzen für die Beamten und Richter, die rechtswidrige Maßnahmen durchführen oder zulassen. Seiner Auffassung nach ist die Polizei mit Hausdurchsuchungen zu schnell bei der Hand. Den Richtervorbehalt sieht er durch „Gefahr im Verzug“ ausgehöhlt; Gerichtsurteile, die dem Schranken setzen, sieht er nicht umgesetzt.
Im Vorfeld des Zugangserschwerungsgesetzes schilderte er ausführlich seine bisherigen Erfahrungen als Strafverteidiger zum Thema Kinderpornografie. Dabei widersprach er Ursula von der Leyens Schilderung einer millionenschweren „Kinderporno-Industrie“ scharf. Innerhalb der Blogosphäre fand der Beitrag ein weitläufiges Echo und wurde oft verlinkt.
Vetter wird als Bürgerrechtsaktivist bezeichnet, der sich gegen digitale Überwachungsmaßnahmen engagiert. Auch in der globalen NSA-Überwachungs- und Spionageaffäre, die aus den Enthüllungen des US-amerikanischen Whistleblowers Edward Snowden entstand, war Vetter anwaltlich aktiv. So ging er 2013 im Auftrag des schleswig-holsteinischen Landtagsabgeordneten Wolfgang Dudda strafrechtlich gegen mehrere deutsche Provider und Netzwerkbetreiber vor, die dem britischen Geheimdienst GCHQ sowie dem US-Geheimdienst NSA Zugang zu Internet-Knotenpunkten in Deutschland gestattet hatten. Auf diesem Wege hatten deutsche Telekommunikationsunternehmen diesen Geheimdiensten Zugriff auf praktisch die gesamte digitale Kommunikation der Bewohner der Bundesrepublik Deutschland ermöglicht. Es ging dabei nach deutschem Recht um Verstöße gegen das Fernmeldegeheimnis. Strafrechtlich standen bezüglich dieser Unternehmen Geheimdienstliche Agententätigkeit (§ 99 StGB), Ausspähen von Daten (§ 202a StGB) und Abfangen von Daten (§ 202b StGB) im Raum.
Wegen seiner medial in die Öffentlichkeit gebrachten datenschutzrechtlichen Bedenken gegen den 2010 eingeführten (damals) neuen elektronischen Personalausweis geriet Rechtsanwalt und Blogger Udo Vetter in den Fokus des Bundesinnenministeriums. Vetter hatte u. a. den im Personalausweis verwendeten elektronischen RFID-Chip, der auch aus größerem Abstand auslesbar ist, sowie das für biometrische Gesichtserkennung geeignete Foto auf den neuen Personalausweisen kritisiert. Er ordnete den neuen Ausweis aufgrund dessen als Überwachungsinstrument ein.
Daraufhin ließ das Bundesinnenministerium im Jahr 2009 ein Konzeptpapier erstellen. Es handelte sich dabei um eine Art „Handbuch gegen Datenschützer“. Auf 50 Seiten arbeitete die beauftragte PR-Agentur einen Plan aus, mit dem Kritiker des Ausweises in Schach gehalten und die Mitarbeiter der Ordnungsämter geschult werden könnten. Darin ging es unter anderem um den Umgang mit Kritikern wie dem Chaos Computer Club, dem Blogger Markus Beckedahl und dem bloggenden Rechtsanwalt Udo Vetter. Die PR-Agentur bezeichnete Blogger wie Vetter als „besonders freidenkerisch“ – was offenbar ein Problem bei der Einführung des Ausweises darstellte. Gegen sie sollte eine aktive Online-Kommunikation betrieben werden.

## Auszeichnungen
- 2011: Grimme Online Award in der Kategorie „Information“ („law blog“)[46]
- 2013: Goldener Blogger-Preis für Lebenswerk

## Schriften
- Alles, was Unrecht ist: Das Beste aus lawblog.de. Heyne, München 2014, ISBN 978-3-453-60280-9.